# Glowstick

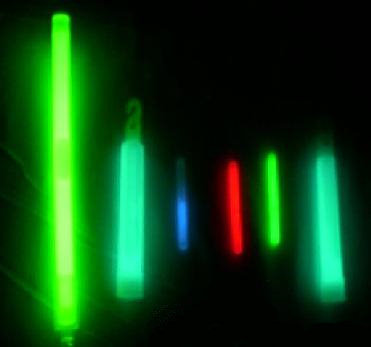
Drie soorten lightsticks in vijf kleuren

Een glowstick, gloeistaaf of lightstick is een transparante plastic buis die bepaalde vloeistoffen bevat die in twee compartimenten gescheiden worden gehouden. Zodra de lightstick wordt gebroken, vermengen de chemicaliën zich met elkaar waardoor een reactie ontstaat waarbij licht wordt uitgestraald, maar niet of nauwelijks warmte. Dit fenomeen wordt chemoluminescentie genoemd.
Lightsticks worden voor uiteenlopende doeleinden gebruikt, bijvoorbeeld in het leger, maar ook voor vermaak, bijvoorbeeld tijdens feestjes en concerten. Vissers gebruiken een kleinere versie om op hun dobber te doen, zodat ze 's nachts kunnen vissen zonder een grote lichtbron te gebruiken.

## Reactie
In het glazen buisje zitten twee stoffen: difenyloxalaat (DPO, handelsmerk 'Cyalume') vermengd met een fluorescerende kleurstof. De golflengte van het foton dat uitgestraald wordt, hangt af van de structuur van de gebruikte kleurstof.
Het plastic buisje om het glazen buisje heen bevat waterstofperoxide. Als door knikken de inhoud van het glazen en het plastic buisje bij elkaar komen, wordt de oxalaatester geoxideerd tot twee moleculen fenol en een molecuul 1,2-dioxethaandion. 1,2-dioxethaandion ontleedt spontaan tot koolstofdioxide waarbij de kleurstof door de hierbij vrijkomende energie in de aangeslagen toestand komt. Hierop zendt de kleurstof een foton uit. 
Vaak wordt een zwakke base als natriumacetaat of natriumsalicylaat toegevoegd om feller licht uit te laten zenden.
De reactie verloopt volgens onderstaand mechanisme, waarbij dye voor de gebruikte kleurstof (zie tabel hieronder) staat, de asterisk een aangeslagen toestand aanduidt en hv voor het uitgezonden foton staat.
In plaats van DPO worden deze stoffen ook gebruikt:
- bis(2,4,6-trichloorfenyl)oxalaat (TCPO) - oxideert tot twee moleculen 2,4,6-trichloorfenol in plaats van fenol
- bis(2,4,5-trichloorfenyl-6-carbopentoxyfenyl)oxalaat (CPPO) - oxideert tot twee moleculen 2,4,5-trichloorfenol-6-carbopentoxyfenyl in plaats van fenol

## Gezondheidsrisico's
Lightsticks zijn betrekkelijk veilig. De buisjes worden niet warm, vereisen geen externe energiebron en hoeven niet op een speciale manier verwerkt te worden na gebruik. De vloeistof in een lightstick kan lichte irritatie veroorzaken op de huid of in sommige zeldzame gevallen misselijkheid en braken. Een lekkende lightstick kan men het beste weggooien.

## Kleuren
Kleuren die door verschillende kleurstoffen uitgezonden worden:
| Kleur      | Stof                                                                         |
| ---------- | ---------------------------------------------------------------------------- |
| Blauw      | 9,10-difenylantraceen                                                        |
| Groen      | 9,10-bis(fenylethynyl)antraceen of 2-chloor-9,10-bis(fenylethinyl)anthraceen |
| Geel-groen | tetraceen                                                                    |
| Geel       | 5,6,11,12-tetrafenylnaftaceen                                                |
| Oranje     | 5,12-bis(fenylethynyl)naftaceen, rubreen, Rhodamine 6G                       |
| Rood       | Rhodamine B                                                                  |